# Norio Murata
Norio Murata (村田 教生 Murata Norio?,  nacido el 7 de febrero de 1976 en Aichi) es un exfutbolista japonés. Jugaba de centrocampista y su último club fue el Denso de Japón.

## Trayectoria

### Clubes
| Club                 | País  | Año         |
| -------------------- | ----- | ----------- |
| Oita Trinita         | Japón | 1998 - 1999 |
| Mito HollyHock       | Japón | 2000        |
| Gunma FC Horikoshi   | Japón | 2001 - 2002 |
| Okinawa Kariyushi FC | Japón | 2003 - 2004 |
| Denso                | Japón | 2005        |